# Ленінський район (Донецьк)

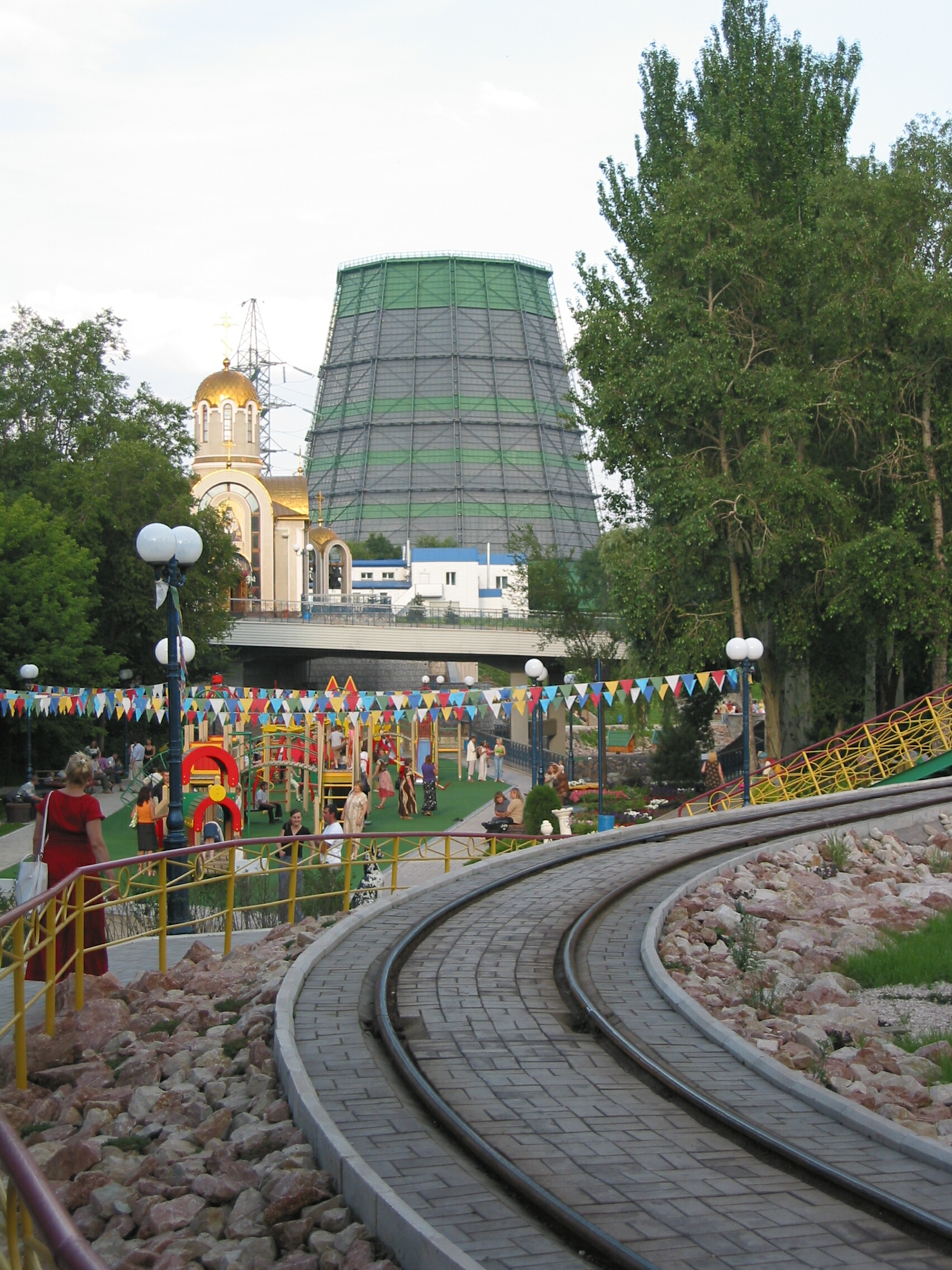
Дитячий парк ДМЗ і дитяча залізниця, церква Ігнатія Маріупольського і Донецький металургійний комбінат

Ле́нінський (Олександрівський) райо́н — адміністративний район на південному сході Донецька.
- Площа — 85,8 км²
- Населення району — 106 269 (2001 рік).
- Заснований у 1937 році.

## Географія
Територією району тече Балка Пашенна.

## Населення
За даними перепису 2001 року населення району становило 105654 осіб, із них 13,03 % зазначили рідною мову українську, 86,08 % — російську, 0,23 % — вірменську, 0,08 % — білоруську, 0,05 % — грецьку, 0,02 % — циганську, молдовську та болгарську, а також німецьку, польську, румунську та єврейську мови.

## Визначні будівлі

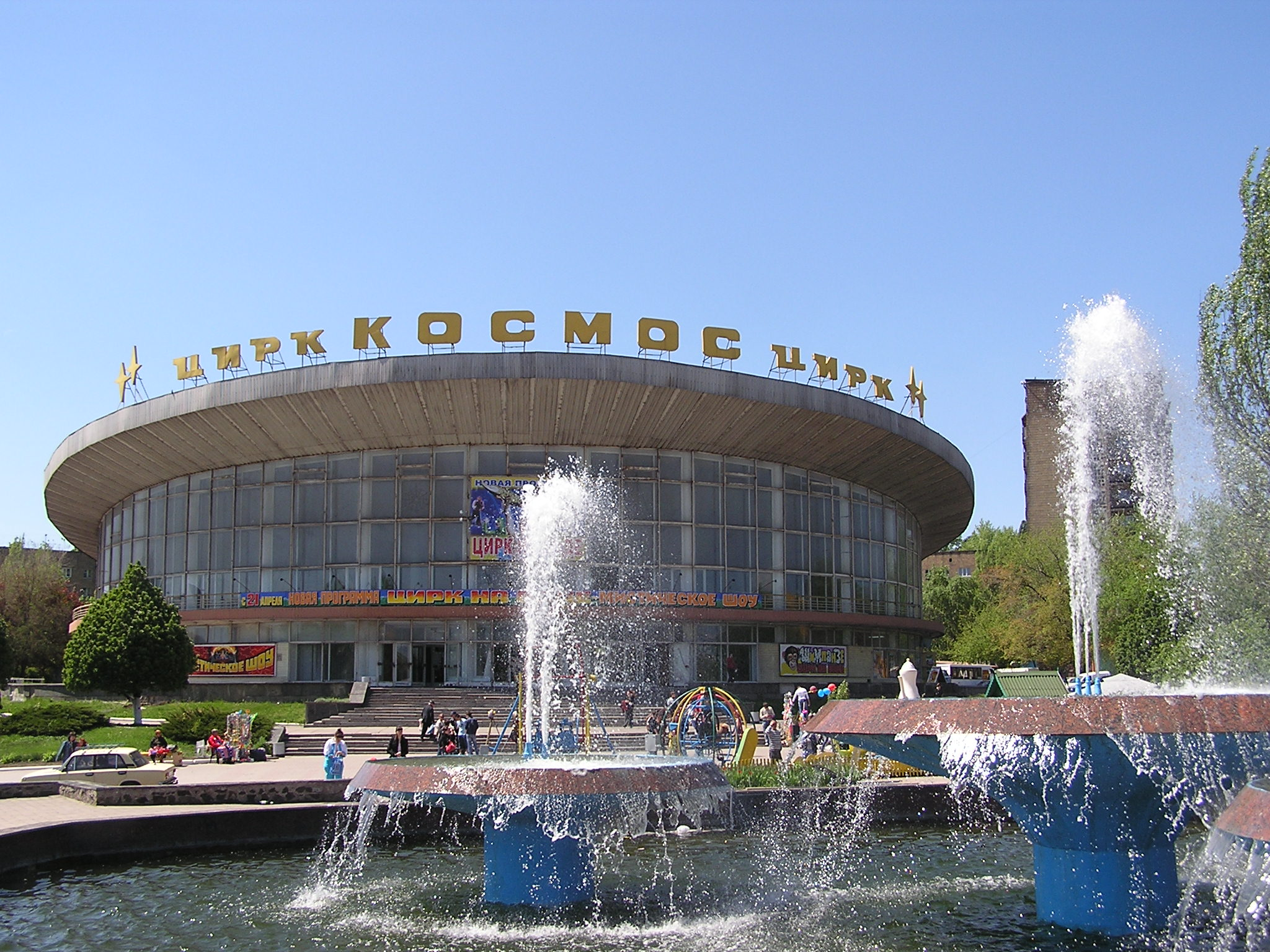
Донецький державний цирк «Космос»

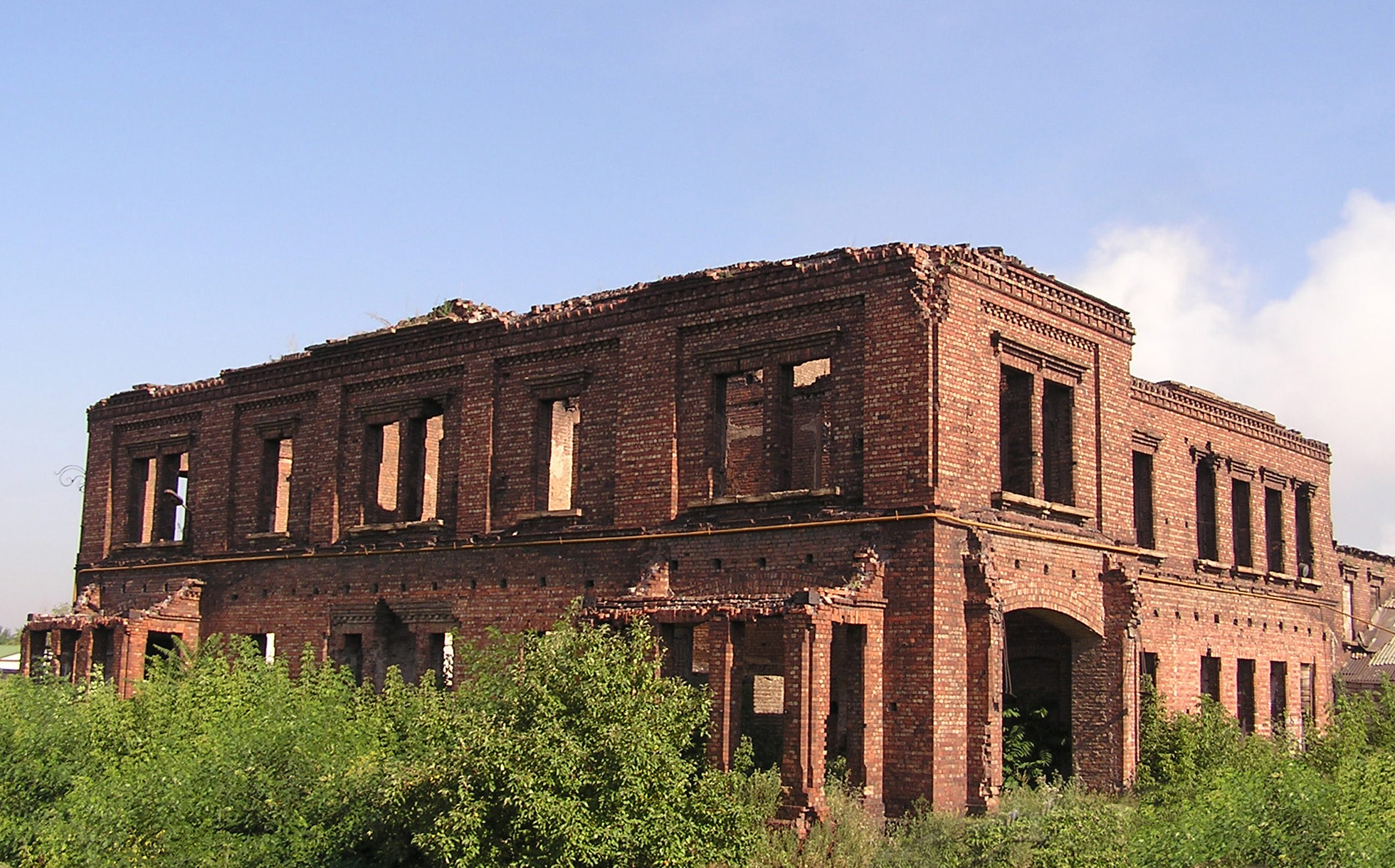
Руїна Будинку Юза, засновника Юзівки Джона Юза (Хагеса)

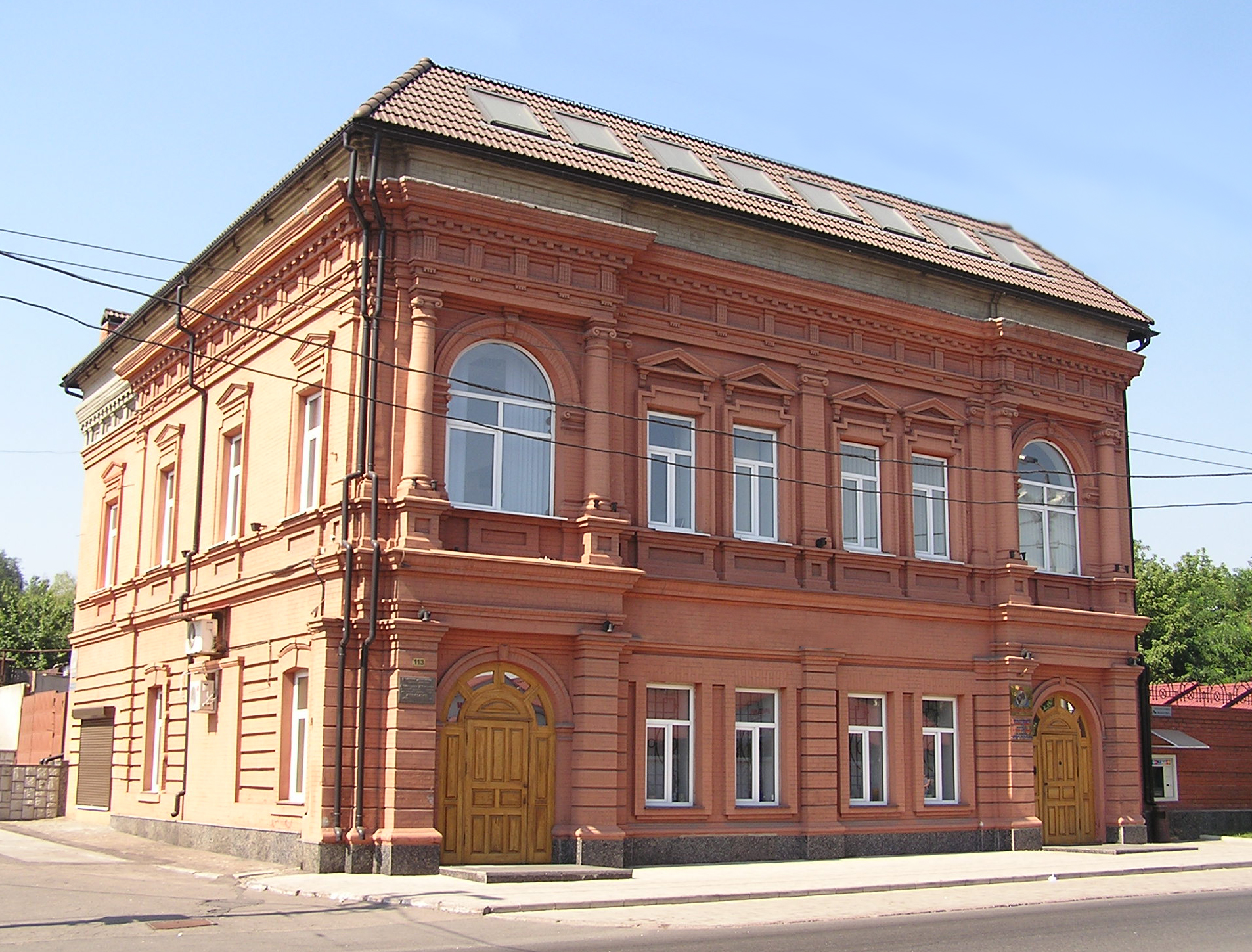
Англійська школа англійської колонії Юзівки

- Палаци культури: Металург, XXI з'їзду КПРС;
- Телевежа;
- Цирк «Космос»;
- Інститут невідкладної і відновної хірургії імені Г. К. Гусака, відомий також як Донецька обласна центральна клінічна лікарня (ОЦКБ);
- Кінотеатр «Сталь»;
- Готелі «Ріальто», «Цирк»;
- Пам'ятник І. П. Ткаченку;
- Будинок Больфура;
- Будинок Юза;
- Монумент «Жертвам фашизму»;
- Школа для дітей англійської адміністрації Юзівського металургійного заводу;

## Релігійні споруди
- Свято-Миколаївський кафедральний собор (вул. Тушинська),

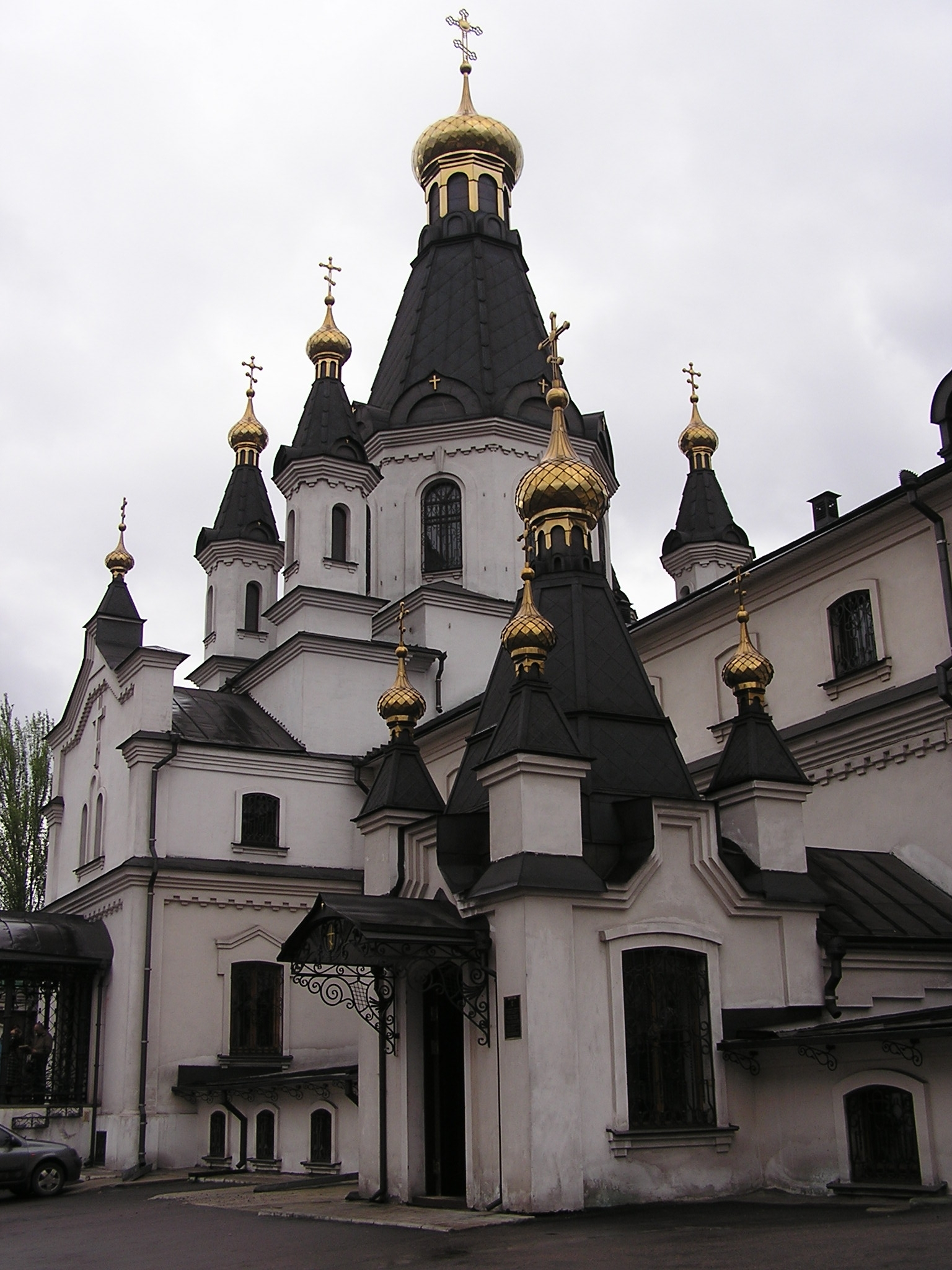
Свято-Миколаївський кафедральний собор

- церква Святого Олександра Невського (Ленінський проспект),
- церква Почаївської ікони

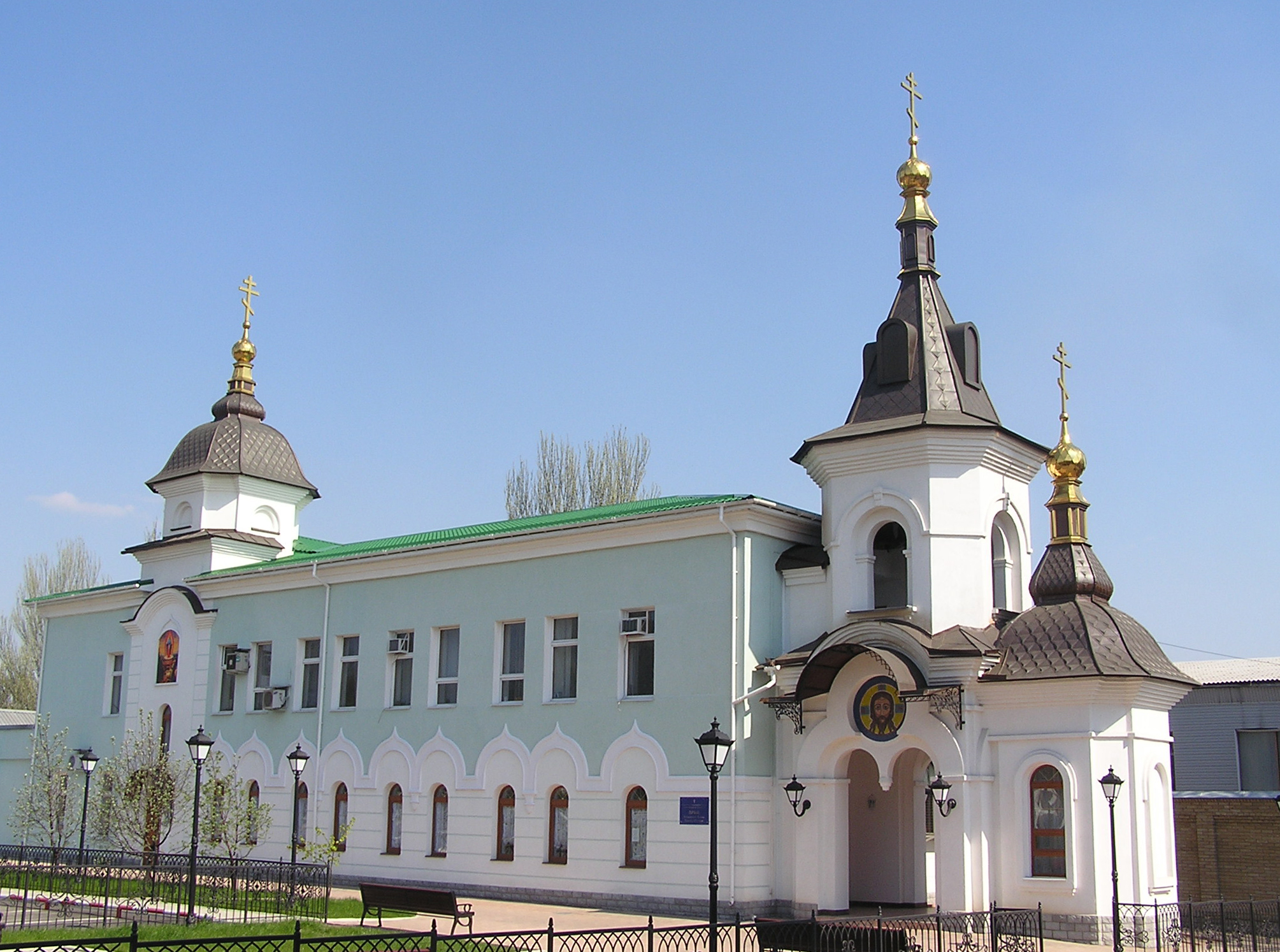
Православна церква Почаївської ікони

- Спасо-Преображенський греко-католицький храм (вул. Чемпіонна),
- Молитовний будинок церкви «Слово життя» по вулиці Ткаченка

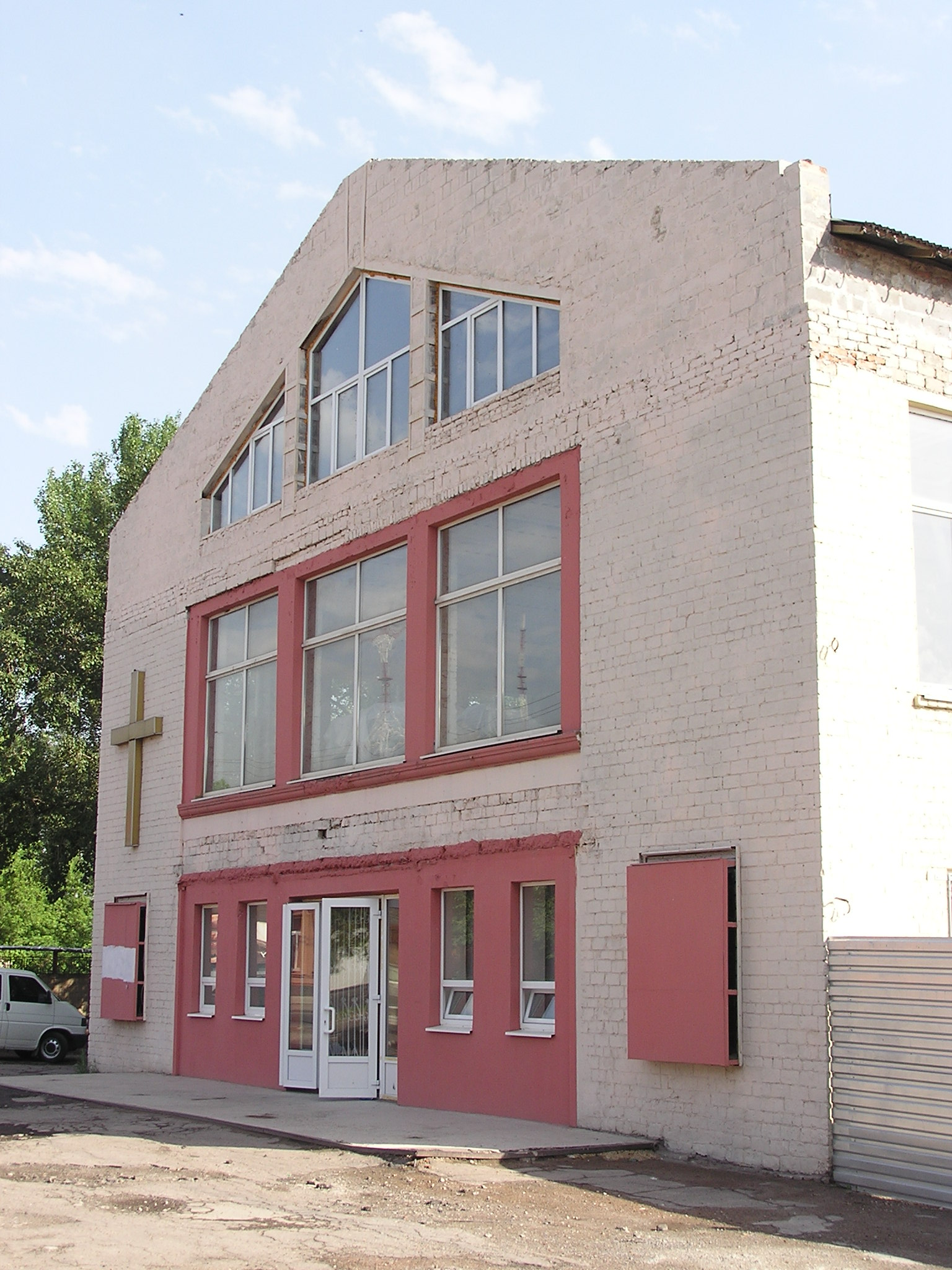
Молитовний будинок церкви «Слово життя»

- церква Ігнатія Маріупольського у ДМЗ

## Житлові райони
- Приватна забудова:
  - Григорівка
  - Південні схили,
  - Авдотьїне,
  - Олександрівка
- Багатоповерхова забудова:
  - Зоряний,
  - Блакитний,
  - Боссе.

### Житлові мікрорайони
Мікрорайон Блакитний — найменший мікрорайон міста. Відомий завдяки заводу NordFrost та Донецьким Опитним Заводом «Еталон». На півдні обмежений вулицею Купріна, на заході обмежений Ленінським проспектом, на півночі з вулицею Севастопольською, а на сході межує з вулицею Актюбинською. Тут розташований Дитячий Садок №319.
Мікрорайон Зоряний — на півночі обмежений вулицею Купріна, на заході обмежений Ленінським проспектом. На півдні межує з вулицею Одеською. На сході межує з вулицею Актюбинською. Тут діє Дошкільний навчальний заклад №398.

## Головні вулиці
- Ленінський проспект,
- вулиця Кірова,
- бульвар Івана Франка,
- вулиця Куйбишева,
- вулиця Івана Ткаченка,
- вулиця Купріна,
- вулиця Іонова,
- вулиця Одеська,
- вулиця Телевізійна.

## Промислові підприємства
- Донецький металургійний завод,

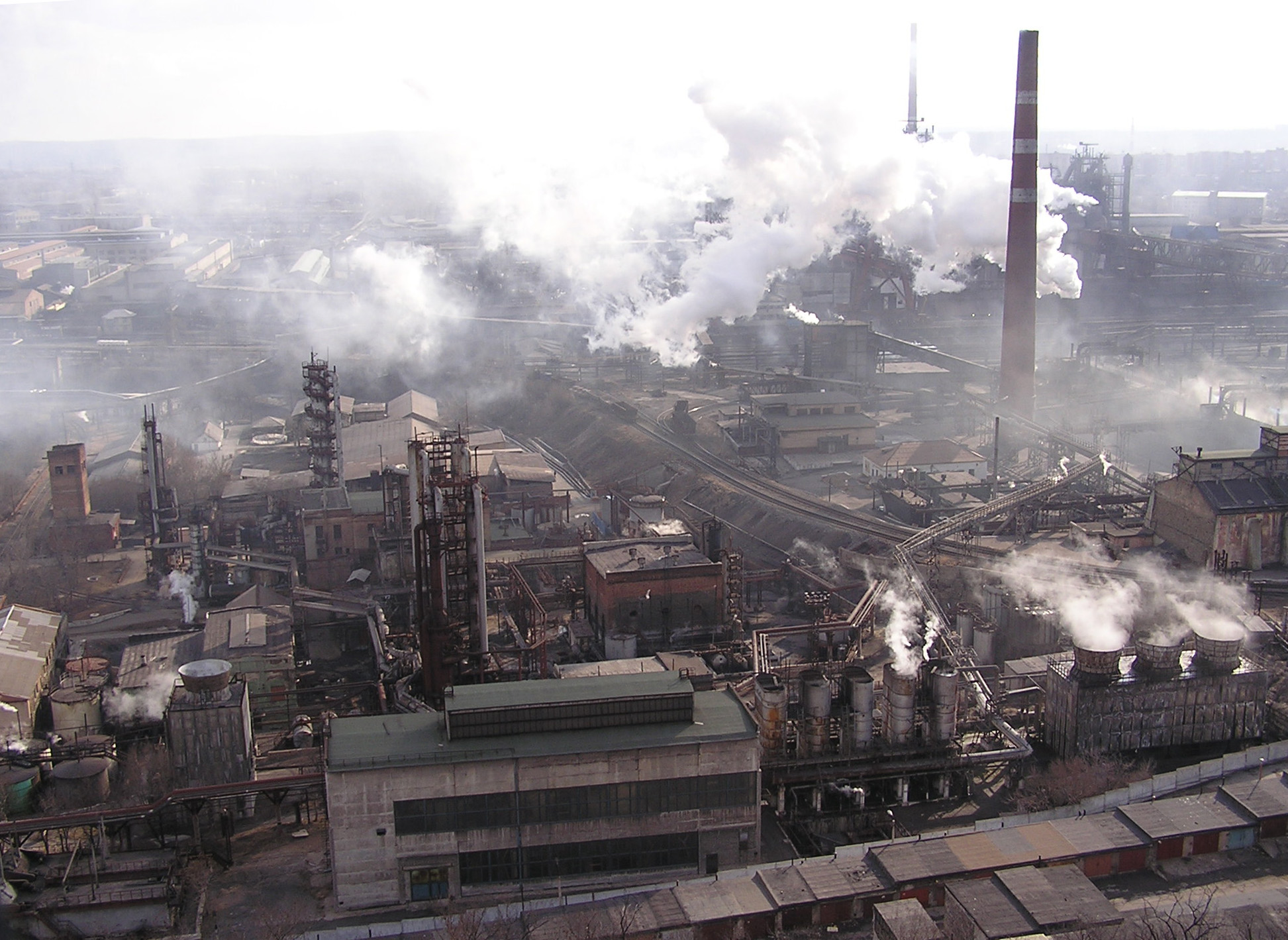
Донецький металургійний завод, що заснований валлійцем Джоном Юзом (Хагес). Вид із навколишнього терикону

- ЗАТ «Донецьксталь»-металургійний завод,
- «Донецьккокс» (Донецька ділянка),
- Донецький завод холодильників «Nord»,
- «Донецькгормаш»,
- АТ «Буран»,
- Кондитерська фабрика «АВК»,
- Кондитерська фабрика «Конті»,
- Холодокомбінат «Вінтер»,
- Олександрівський хлібозавод.

## Міський транспорт

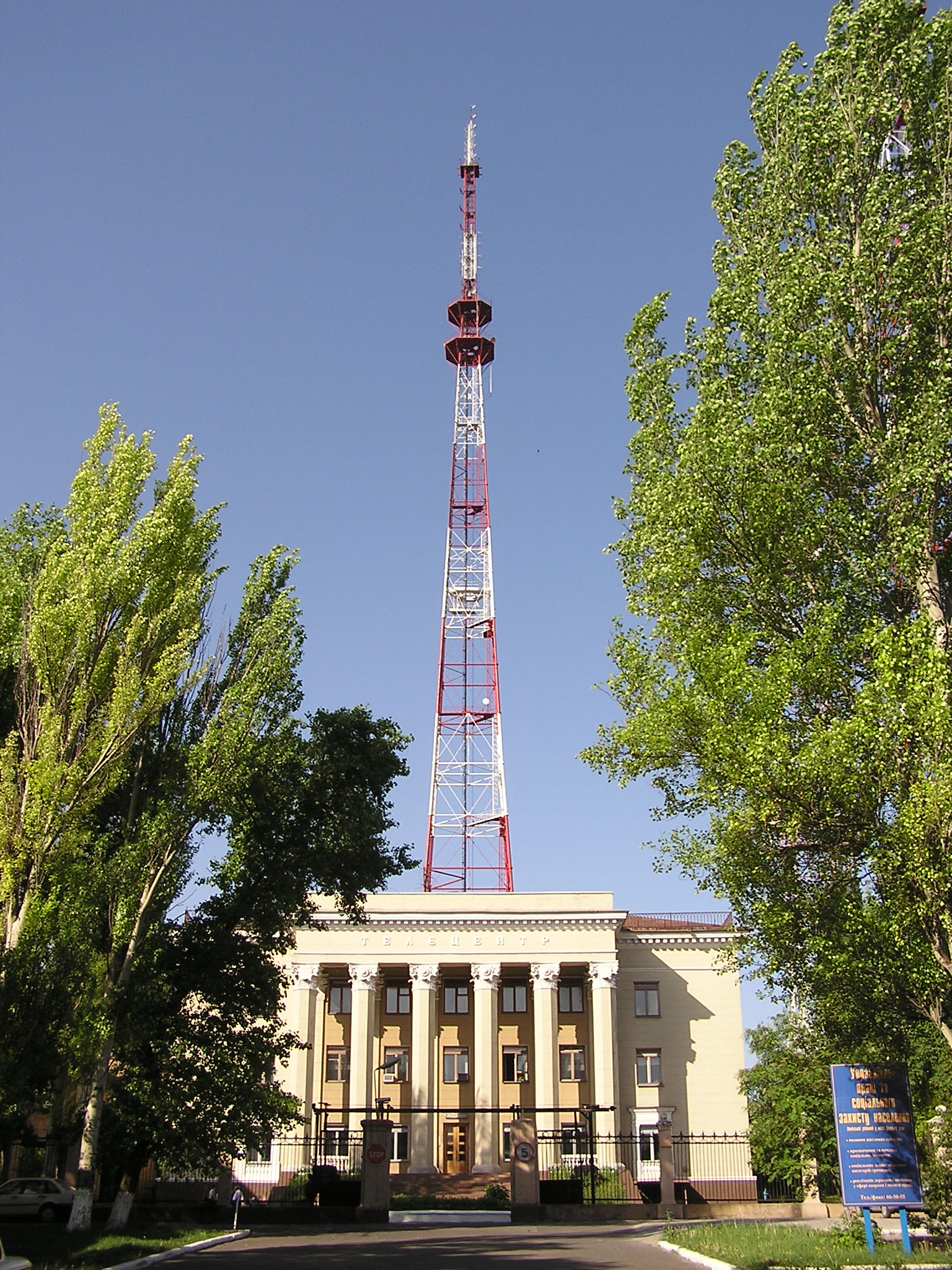
Телецентр і телевежа

- Донміськелектротранспорт:
  - тролейбус — маршрути 5, 9, 10, 13, 17 — з центра міста, № 20 — у Кіровський район (Донецьк)
  - трамвай — маршрути 2 (рідко), 3 — з центру, у центр міста, № 4, 5, 8 — на межі з Куйбишевським й Кіровським районами.
- Метрополітен — плануються станції: «Спортивна», «Куйбишевська», «Завод Машинобудівник», «Одеська», «Південна».

## Залізничні станції і платформи
- станція Караванна;
- зупинні пункти:
- 47 км;
- 43 км.